# 薩爾瓦多冰原島峰
72°34′S 163°20′E / 72.567°S 163.333°E
薩爾瓦多冰原島峰（英語：Salvador Nunatak），是南極洲的冰原島峰，位於維多利亞地的彭內爾海岸，處於舒曼冰原島峰以北3.7公里，屬於弗賴貝格山脈的一部分，美國地質調查局根據測量和該國海軍的空中照片繪入地圖，現時由南極條約體系管理。